# 安娜·范德布雷亨
安娜·范德布雷亨（荷蘭語：Anna van der Breggen，1990年4月18日—），荷兰女子职业自行车车手。她在2016年夏季奧林匹克運動會中获得女子公路賽金牌以及女子個人計時賽銅牌。